# Denise Kielholtz
Denise Kielholtz (Amsterdam, 30 maart 1989) is een Nederlands judoka en kickbokser.
In judo haalde Kielholtz bij de jeugd verscheidene medailles op Nederlandse kampioenschappen, waaronder goud in 2003 (U15) en 2008 (team).
In oktober 2015 maakte Kielholtz haar debuut in mixed martial arts. Haar eerste gevecht verloor ze van Juliete Souza da Silva door submission.
Kielholtz is zesvoudig wereldkampioen kickboksen en komt sinds 2016 uit voor Bellator. Ook was ze wereldkampioen thaiboksen.

## Privé
Kielholtz is getrouwd met Hesdy Gerges.